# 23738 van Zyl
23738 van Zyl è un asteroide della fascia principale. Scoperto nel 1998, presenta un'orbita caratterizzata da un semiasse maggiore pari a 2,1561325 au e da un'eccentricità di 0,2913551, inclinata di 5,81273° rispetto all'eclittica.